# Kuurne-Bruxelles-Kuurne 1996
La Kuurne-Bruxelles-Kuurne 1996, cinquantesima edizione della corsa, si svolse il 3 marzo su un percorso con partenza e arrivo a Kuurne. Fu vinta dal danese Rolf Sörensen della squadra Rabobank davanti al francese Frédéric Moncassin e all'italiano Gianluca Pianegonda.

## Ordine d'arrivo (Top 10)
| Pos. | Corridore           | Squadra               | Tempo    |
| ---- | ------------------- | --------------------- | -------- |
| 1    | Rolf Sörensen       | Rabobank              | 4h36'54" |
| 2    | Frédéric Moncassin  | Gan                   | a 13"    |
| 3    | Gianluca Pianegonda | Team Polti            | s.t.     |
| 4    | Peter Van Petegem   | TVM-Farm Frites       | a 22"    |
| 5    | Wilfried Nelissen   | Lotto-Isoglass        | a 32"    |
| 6    | Johan Museeuw       | Mapei-GB              | s.t.     |
| 7    | Bruno Boscardin     | Festina-Lotus         | a 50"    |
| 8    | Andrei Tchmil       | Lotto-Isoglass        | s.t.     |
| 9    | Brian Holm          | Team Deutsche Telekom | s.t.     |
| 10   | Wilfried Peeters    | Mapei-GB              | s.t.     |